# Серетель
Серетель (укр. Серетель, Сіретел) — река на Украине, протекает по территории Черновицкого района Черновицкой области. Правый приток Малого Сирета (бассейн Дуная). Название Серетель (Сиретел) происходит от гидронима Сирет с уменьшительным суффиксом «-ель».
Длина реки 28 км, площадь бассейна — 168 км². Долина в верховьях V-образная, в среднем течении — трапециеобразная, в районе устья сливается с долиной Малого Сирета. Ширина долины возрастает от 5—500 м до 1,5 км. Пойма двусторонняя, шириной до 150 м. Русло преимущественно извилистое, разветвлённое, шириной 8—15 м (местами до 30 м), есть острова. Уклон реки — 20 метров на километр. Берега реки на отдельных участках укреплены.
Река берет начало на северо-восточных склонах горы Петроушки (1139 м), в Покутско-Буковинских Карпатах, на юго-западе от посёлка городского типа Красноильск. Течёт сначала на север, затем поворачивает на северо-восток и восток. В среднем течении течёт на северо-восток, в нижнем — преимущественно на восток. Впадает в Малый Сирет на южной окраине села Верхние Петровцы. Правые притоки: Езетул, Трусинецуль, левые притоки: Кекач, Красношора. Река протекает через посёлок городского типа Красноильск. В верховьях Серетеля расположен Лунковский заказник.